# Diana Khôi Nguyễn
Diana Khôi Nguyễn là nhà thơ và họa sĩ truyền thông đa phương tiện người Mỹ gốc Việt. Thi phẩm đầu tay của cô có nhan đề Ghost Of đã lọt vào vòng chung kết Giải thưởng Sách Quốc gia về Thơ năm 2018.

## Tiểu sử
Nguyễn sinh ra và lớn lên ở Los Angeles, có bằng Thạc sĩ Nghệ thuật (MFA) từ Đại học Columbia. Cô hiện đang sinh sống ở Pittsburgh và đảm nhận chức vụ trợ lý giáo sư ngành Viết Sáng tạo tại Đại học Pittsburgh. Nguyễn đã giành chiến thắng trong Cuộc thi Làm thơ 92Y's Discovery/Boston Review năm 2017 và Cuộc thi Sách mở Omnidawn. Cô được trao Giải thưởng Đại học Viện Hàn lâm Nhà thơ Mỹ, cũng như các giải thưởng và học bổng từ Hội thảo Văn học Key West, Hội nghị Nhà văn Bread Loaf, Trung tâm Tác phẩm Mỹ thuật Provincetown, Cộng đồng Nhà văn tại Thung lũng Squaw và Đại học Bucknell. Bên cạnh đó, cô còn là hội viên tổ chức Kundiman.

## Thi phẩm
Ghost Of đã lọt vào vòng chung kết Giải thưởng Sách Quốc gia về Thơ năm 2018. Trong phần đề tựa, Terrance Hayes đã gọi đây là tập thơ “lưu vong và cao ngạo”.
Nguyễn cho biết Ghost Of được viết cho tất cả mọi người bị chiến tranh Việt Nam ảnh hưởng, bao gồm cả gia đình cô và người anh trai Oliver đã tự kết liễu đời mình vào năm 2014. "Ghost Of tìm cách thấu hiểu về cái chết của anh ấy, những tổn thương trong gia đình, xuyên quốc gia và giữa các thế hệ—tất cả những khoảng lặng và bí mật. Đó là một bài điếu văn cấp tiến dành cho Oliver, bởi vì tôi ước gì mình vẫn có thể trò chuyện với người anh trai", Nguyễn nói tại Literary Hub vào năm 2018.
Nguyễn nói rằng mình thích viết trong 15 ngày liên tục xuyên suốt cả năm trời, và Ghost Of chỉ được viết trong 30 ngày vào năm 2016.
Publishers' Weekly nói về Ghost Of như sau: "Mặc dù tàn khốc, các chi tiết diễn họa bằng hình ảnh lyrico đầy ấn tượng của Nguyễn vẫn tồn tại bất chấp bi kịch áp đảo." Booklist cho biết trong một bài phê bình: "Ám ảnh, sâu sắc và đặc biệt là sự tha thứ, những bài thơ thay hình đổi dạng của Nguyễn đối diện với cái chết, sự thuyên chuyển và sự trống rỗng nằm bên trong và xung quanh chúng ta".